# Каценеленбоген, Тамара Давыдовна
Тамара Давыдовна Каценеленбоген (1894, Двинск, Витебская губерния — 1976, Ленинград) — советский архитектор, градостроитель, специалист по проектированию общественных зданий.

## Биография
Родилась в Двинске, в семье меламеда Давида Семёновича Каценеленбогена (1859—1920), уроженца Вильны, и Анны Николаевны Каценеленбоген (1862—1915), родом из Поневежа, живших на углу Дворянской и Владимирской улиц, дом № 19-3. В 1911—1916 годах училась на архитектурном отделении Женского политехнического института — первого в Российской империи высшего технического учебного заведения для женщин.
В 1923 году окончила архитектурный факультет Академии художеств в Петрограде. По её проектам выстроен ряд зданий в Ленинграде и других городах Советского Союза.
Похоронена вместе с родителями на Еврейском (Преображенском) кладбище в Санкт-Петербурге.

## Избранные работы
- Конкурс на проект Дворца Труда в Москве (1923)
- Проект застройки района ТЭЖЭ в Калуге (1930)
- Проект планировки и застройки центра Мурманска (1930)
- Санаторий «Новые Сочи» (1955)
- Жилые здания по улице Смолячкова, 14-16, Санкт-Петербург (совместно с Г. А. Симоновым и В. А. Жуковской)
- Бабуринский жилмассив, Лесной проспект, Санкт-Петербург (совместно с Г. А. Симоновым и В. А. Жуковской, 1927—1930)
- Батенинский жилмассив, Лесной проспект, Санкт-Петербург (совместно с Г. А. Симоновым, Б. Р. Рубаненко, П. С. Степановым и В. А. Жуковской, 1927—1934)[2]
- Дом специалистов в Ленинграде на Лесном проспекте д. 61 совместно с Г. А. Смирновым и Б. Р. Рубаненко

## Семья
- Брат — Николай Каценеленбоген (1879—1943) — русский и советский архитектор, гражданский инженер, один из учредителей Ленинградского общества архитекторов (1922)[3].